# Kelly Osbourne
Kelly Michelle Lee Osbourne, född 27 oktober 1984 i London, är en amerikansk-brittisk sångerska, dokusåpadeltagare och skådespelare.
Osbourne är dotter till artisten Ozzy Osbourne och dennes fru Sharon Osbourne. Osbourne medverkade i dokusåpan The Osbournes på MTV tillsammans med sin bror Jack Osbourne. Hon har också en äldre syster, Aimee Osbourne och tre halvsyskon. Hon har bland annat medverkat i serien Life As We Know It. Osbourne har även ett eget klädmärke, Stiletto Killers.

## Diskografi

### Album
- 2002 - Shut Up
- 2003 - Changes (ny version av "Shut Up")
- 2005 - Sleep in the Nothing

## Filmografi i urval
- Officiell webbplats
- 2012 - So Undercover (biroll) (Becky)